# Machine vision
Machine vision er anvendelsen af computer vision i industriel sammenhæng, eksempelvis indenfor produktion — til varetagelse af opgaver som kvalitetskontrol, pick-and-place og/eller proceskontrol. 
Emne som machine vision beskæftiger sig med er kamera og framegrabber, belysning, linser og optiske grundbegreber, billedprocessering og software.